# Theta1 del Taure
Theta¹ del Taure (θ¹ Tauri) és un estel a la constel·lació del Taure membre del cúmul de les Híades. Comparteix la denominació de Bayer «Theta» amb Theta² Tauri, estant els dos estels separats visualment 337 segons d'arc; no obstant això, la distància existent entre ells —uns 4 anys llum—, sembla descartar que formen un veritable sistema binari.
Theta¹ del Taure té magnitud aparent +3,85 i s'hi troba a 153 anys llum del sistema solar. És una gegant taronja de tipus espectral K0IIIb amb una temperatura superficial de 4930 K. És una de les quatre gegants taronges de les Híades, al costat d'Ain (ε Tauri), Hyadum I (γ Tauri) i Hyadum II (δ¹ Tauri). Llueix amb una lluminositat 55 vegades major que la lluminositat solar i té un radi 11,7 vegades més gran que el del Sol. La seva velocitat de rotació és de 3,9 km/s, donant lloc a un llarg període de rotació de 144 dies. Té una massa aproximada de 2,5 masses solars i la seva edat, estimada en 640 milions d'anys, concorda amb l'edat del cúmul al que pertany.
Theta¹ del Taure és un estel binari, on l'estrella acompanyant probablement és una nana groga de tipus F8V amb una temperatura d'aproximadament 6200 K i el doble de la lluminositat solar. Un 20% més massiva que el Sol, completa una òrbita al voltant de la gegant taronja cada 16,3 anys. Encara que la separació mitjana entre ambdues components és ~ de 10,3 ua, la notable excentricitat de l'òrbita fa que aquesta varie entre 4,4 i 16 ua. El pla orbital està gairebé en la línia de visió, inclinat 88º respecte al pla del cel.